# Joseph de Cupertino
Pour les articles homonymes, voir Joseph, Saint Joseph et Cupertino.
Joseph de Copertino ou encore Joseph de Cupertin, né Giuseppe Maria Desa le 17 juin 1603 à Copertino et mort le 18 septembre 1663 à Osimo, est un frère franciscain italien célèbre pour les récits de ses lévitations et ses miracles.
Selon le père Herbert Thurston, « il serait impossible de faire le récit détaillé de tous ses vols, s'élevant dans les airs : les témoignages des contemporains rapportent une centaine de fois ce phénomène ».
Il a été canonisé en 1767 par le pape Clément XIII.

## Biographie

### Enfance, jeunesse et entrée dans les ordres
Joseph Marie Desa est né le 17 juin 1603 à Copertino, dans la région des Pouilles en Italie. Son père, Joseph Desa était charpentier, mais il mourut avant la naissance de son fils, laissant sa veuve, Francesca Panara, enceinte de Joseph et couverte de dettes. Chassée de son logis et son mobilier saisi, elle mit au monde son fils dans une étable.
Dès l'âge de cinq ans, il s'appliquait à prier avec piété, le corps immobile et les yeux levés au ciel. Mais Joseph ne brillait pas par sa vivacité intellectuelle : il était nonchalant, maladroit, et semblait toujours perdu dans une profonde rêverie, à tel point que son entourage l'avait surnommé « a bocca aperta » (bouche bée).
Il apprit le métier de cordonnier puis, à l'âge de 17 ans et à l'image de deux de ses oncles devenus franciscains, il se présenta chez les franciscains conventuels de Naples, mais il ne put s'y faire admettre à cause de son insuffisance intellectuelle. Les Frères mineurs capucins l'acceptèrent ensuite en tant que postulant, en formation pour devenirs frère convers (non prêtre), mais, là encore, il fut si malhabile dans les travaux qui lui furent confiés qu'au bout de huit mois il lui fut opposé un refus à la vie capucine. En outre, étant perpétuellement en extase, il ne parvenait pas à assumer ses tâches. « L'incapacité naturelle et la préoccupation surnaturelle semblaient s'unir pour le rendre inapte à tout. »
Sa mère réussit à fléchir son frère Jean Donato, lui-même franciscain conventuel, et Joseph fut reçu au couvent de la Grottella au hameau de Balsorano, situé près de Copertino, où il fit profession comme frère convers. On le chargea de s'occuper de la mule du couvent. Conscient de ses problèmes, il s'appelait lui-même « frère âne ».

### Monachisme et sacerdoce
Joseph, toujours gai et joyeux mais demeurant incapable d'apprendre à lire et à écrire correctement, fit tellement preuve d'obéissance, de piété et d'humilité que ses supérieurs acceptèrent de le recevoir comme clerc.

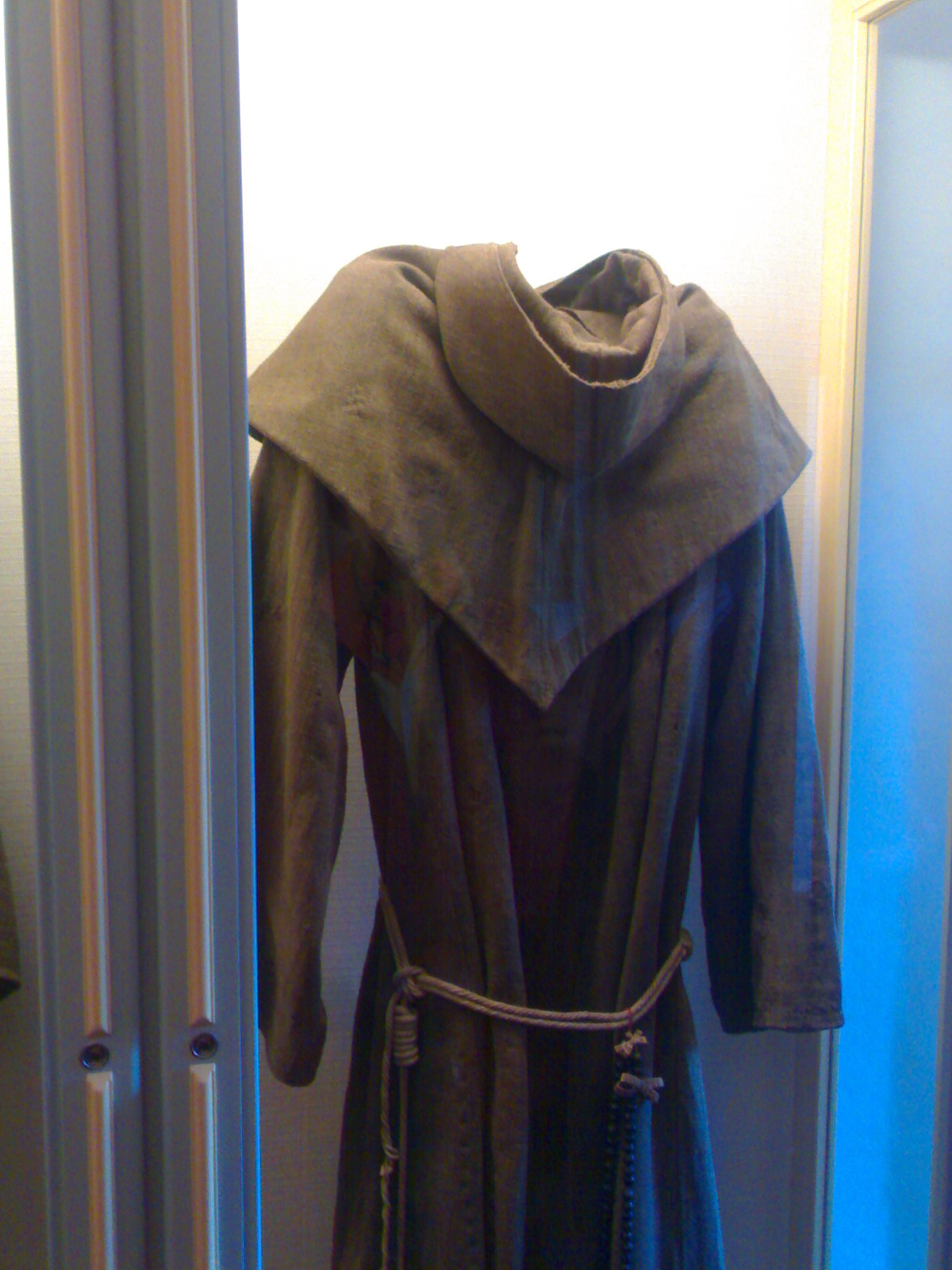
Habit religieux de Joseph de Copertino.

Il reçut l'habit de l'ordre à Altamura, au mois de juin 1625. Joseph était incapable d'expliquer un seul évangile, excepté le verset 27 du chapitre 11 de l'évangile selon Luc commençant par : « Heureuses les entrailles qui t'ont porté… ».
Le 3 janvier 1627, l’évêque Jérôme de Franchis lui fit passer l'examen d'admission aux ordres mineurs. Pour décider du thème, l'évêque ouvrit la Bible au hasard et tomba précisément sur ce verset. À la surprise générale, Joseph fit un brillant commentaire, ce qui conduisit l'évêque à lui conférer les ordres mineurs. Puis il reçut successivement le sous-diaconat le 27 février, et le diaconat le 20 mars.
Trois années plus tard, le frère Joseph demanda à accéder au sacerdoce. Les premiers postulants qui se présentèrent à l'examen conduit par Jean-Baptiste Deti, évêque de Castro, répondirent si brillamment que l’évêque, imaginant que les derniers étaient aussi savants que les premiers, admit en bloc tous les candidats. Le frère Joseph reçut ainsi l'ordination sacerdotale le 4 mars 1628, en ayant été dispensé d'un examen qu'il aurait probablement eu du mal à réussir.

### Extases et lévitations
La première lévitation du P. Joseph se produisit à Copertino, le 4 octobre 1630, lors de la procession en l'honneur de saint François d'Assise. Il était en train d'assister à la procession lorsqu'il s'éleva tout à coup dans les airs, poussant un grand cri, et resta à flotter au-dessus des têtes. Quand il redescendit et qu'il réalisa ce qui venait de lui arriver, il prit peur et s'enfuit éperdument pour se cacher.

À partir de ce moment, la vie du Père Joseph fut totalement bouleversée. Ses élévations dans l'air continuèrent et leur fréquence augmenta. Il lui suffisait d'entendre les noms de Jésus, de Marie, ou de chanter un psaume durant la messe pour s'élever au-dessus du sol, restant là jusqu'à ce que son supérieur, au nom de la sainte obéissance, lui ordonne sévèrement de redescendre : 
« S'étant élevé, il se posa sur une haute branche d'arbre, qui ne plia pas sous son poids. Mais quand l'extase prit fin et que la branche menaça de se rompre, le P. Joseph, redevenu soumis à la gravitation, étant incapable d'en redescendre, ses frères durent utiliser une échelle pour le ramener à terre. ». 

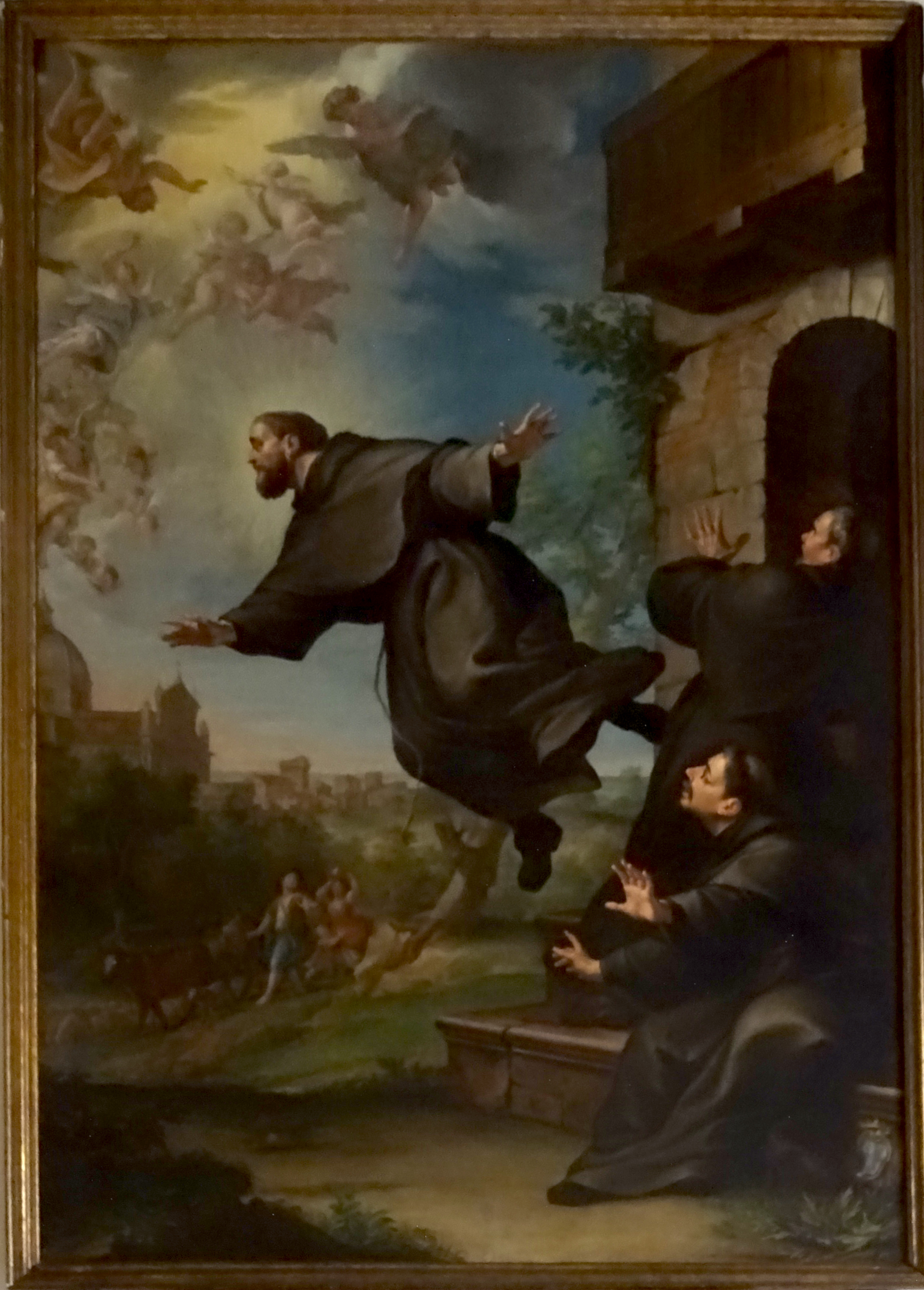
Joseph de Cupertino en lévitation devant la basilique de la Sainte Maison de Lorette, peinture de Ludovico Mazzanti dans la basilique conventuelle Saint-Joseph-de-Cupertino à Osimo.

Perturbés par ces exhibitions, ses supérieurs le renvoyaient dans sa cellule.
Près de soixante-dix événements de ce type sont relatés durant son séjour à Cupertino, mais les témoignages recueillis furent sujets à caution étant donné la possibilité d'exagération des témoins sous le choc. Après son départ de Cupertino en 1638, les témoignages furent toujours plus nombreux, émanant le plus souvent de personnalités au-dessus de tout soupçon.
En 1645, l'ambassadeur d'Espagne auprès du Saint-Siège, l'amiral de Castille Juan Alfonso Enríquez de Cabrera, passant par la ville d'Assise, souhaita rencontrer le P. Joseph. Après s'être entretenu avec lui en privé, il en fit l'éloge à son épouse. Celle-ci souhaitant le rencontrer à son tour, le frère Gardien (frère nommé à la tête du couvent) le fit descendre dans l'église. À peine entré, en apercevant la statue de la Vierge immaculée située à une hauteur d'environ 4 mètres, il s'éleva dans les airs en passant au-dessus de la tête des augustes visiteurs et de leur suite. Après un moment, il se déplaça jusqu'à son point d'envol et regagna sa cellule à pied, tout confus. L'amiral et sa suite « en demeurèrent stupides » sous le choc, l'épouse de l'ambassadeur s'évanouit et il fallut recourir à « force sels pour la faire revenir à elle ».
En 1649, ce fut le cas de Jean-Frédéric, duc de Brunswick-Calenberg, alors âgé de 24 ans, de son médecin et de plusieurs cardinaux, dont le cardinal Brancati di Lauria. C'est au cours d'une messe célébrée par le Père Joseph que le duc vit ce dernier s'élever durant quelques minutes au-dessus de l'autel où il célébrait l'Eucharistie. Craignant une supercherie, le duc tira son épée et la fit passer sous les pieds, au-dessus de la tête et tout autour du P. Joseph sans découvrir de subterfuge.

### Lévitation en présence du papeUrbainVIII
Sa plus remarquable lévitation, attestée par un grand nombre de témoins oculaires, fut celle qui se produisit lors de l'audience papale que le pape Urbain VIII accordait aux moines du couvent où vivait Joseph. Après s'être agenouillé à son tour pour baiser les mules du pape, il fut soudain élevé en l'air au-dessus du niveau du trône pontifical où le pape siégeait et resta ainsi de longs instants, dans le silence de toute l'assistance médusée, jusqu'à ce que son supérieur lui ordonnât d'une voix sévère et sèche de redescendre sur-le-champ. Le pape Urbain VIII, qui observa impassible le phénomène, dit alors au père supérieur : 

« Si le frère Joseph meurt durant Notre pontificat, Nous voulons servir de témoin à son procès [de canonisation] pour déposer du prodige dont Nous venons d’être témoin »

— Pastrovicchi 1820, p. 65-66.
Ces manifestations surnaturelles étaient indépendantes de la volonté de Joseph. Elles plongeaient dans une extraordinaire sidération les autres moines, ce qui déplaisait au plus haut point à leur supérieur hiérarchique. Ces manifestations provoquèrent l'intervention et l'enquête de l'Inquisition romaine à partir du règne du nouveau pape, Innocent X, très sourcilleux sur le cas de Joseph et voulant le contrôler avec la dernière sévérité.

Personnalités ayant été les témoins directs de ses lévitations
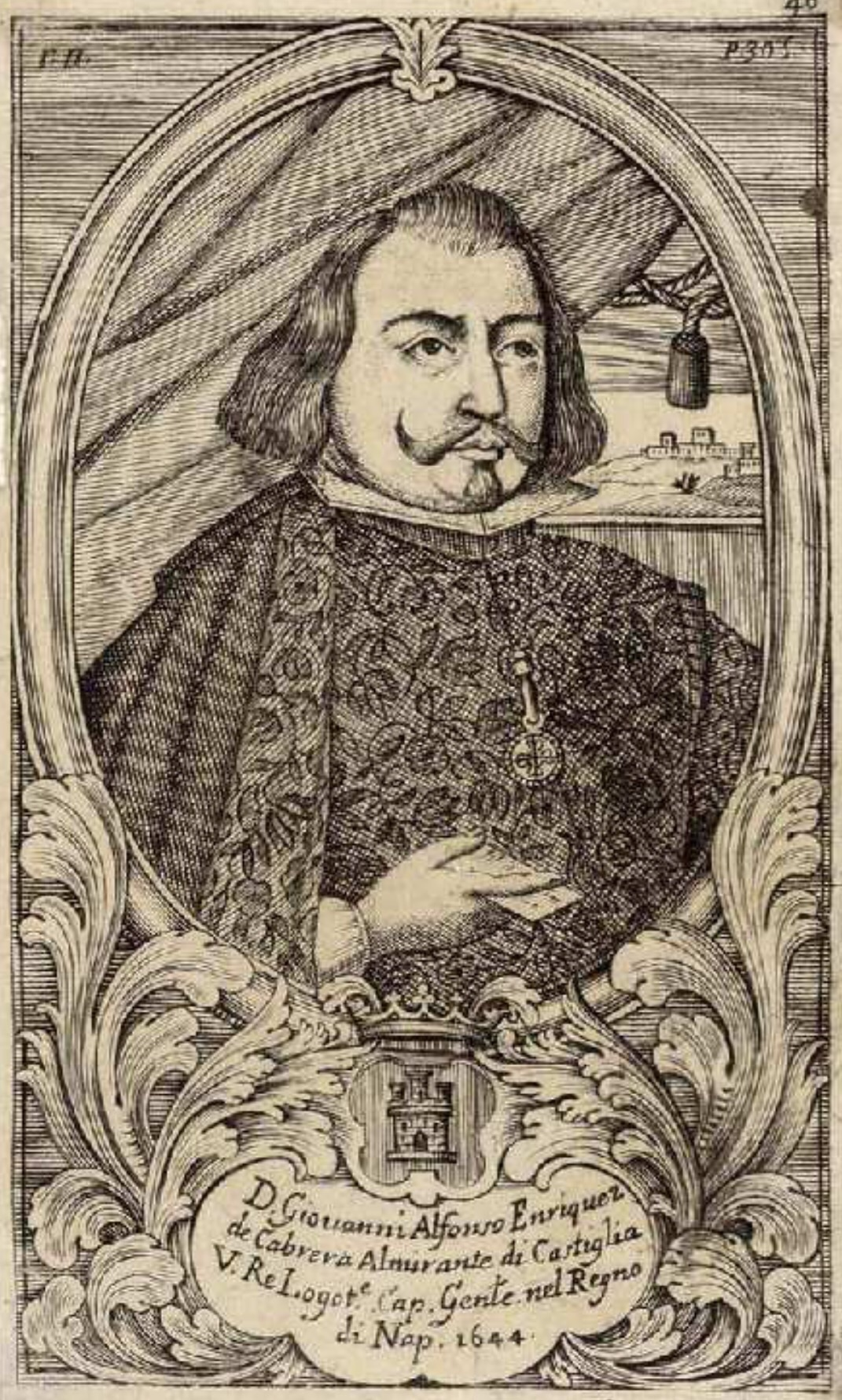
L'amiral Juan Alfonso Enríquez de Cabrera.
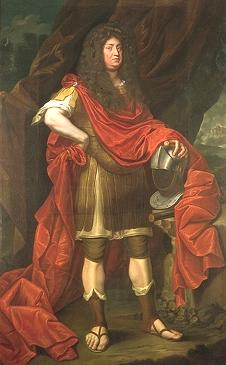
Le duc de Brunswick.
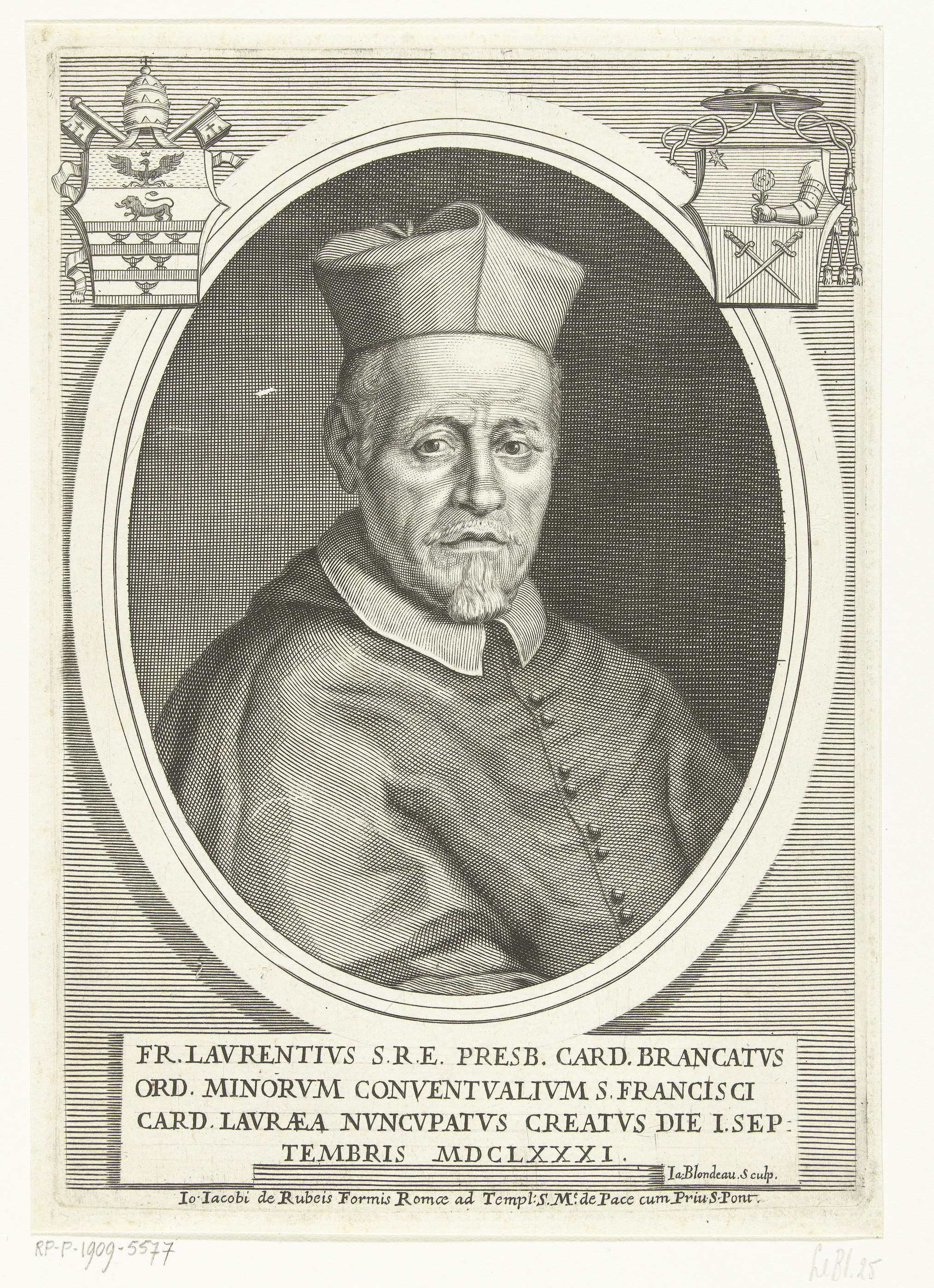
Le cardinal Brancati.
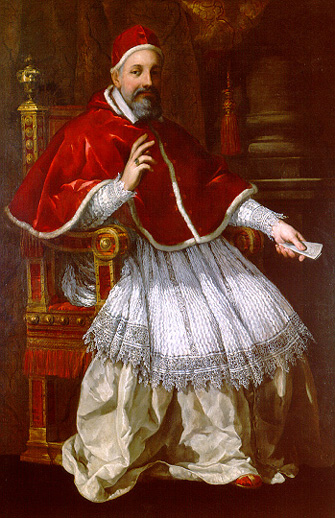
Le pape Urbain VIII.

### Contrôle par l'Inquisition sur ordre pontifical
Toutefois, la renommée du Père Joseph, les phénomènes dont il était l'objet, les miracles de prémonition et de guérison qu'on lui attribuait, soulevèrent les suspicions de l'Inquisition.
En 1653, sur ordre du pape Innocent X, l'inquisiteur de Pérouse, le dominicain Vincent-Marie Pellegrini le fit enfermer, pour probation temporaire, au couvent des capucins de Pietrarubbia, puis dans celui de Fossombrone, lui reprochant d'attirer l'attention sur lui, même à son corps défendant, et mettant en doute (tant qu'il était en vie et que l'Église ne s'est pas prononcée sur son cas) la véracité des phénomènes qu'il vivait et la réalité de ses miracles.
Il fut interrogé, retenu pendant plusieurs semaines, et finalement relâché, les juges inquisiteurs ne trouvant rien à lui reprocher.

### Exil
Après s'être justifié devant l'Inquisition, le Père Joseph fut envoyé à Assise. Malgré la proximité du tombeau de saint François qu'il vénérait, l'éloignement le rendit fort triste, et ses phénomènes de lévitation cessèrent temporairement durant cette période.
Il resta neuf ans à Assise, fut fait citoyen d'honneur de la ville, fut aussi visité par une foule nombreuse, attirée par les prodiges que l'on disait de lui, et par les miracles qu'elle espérait, mais aussi par de nombreuses personnalités religieuses. Il était heureux de les recevoir, mais la tristesse de l'exil ne le quittait pas, d'autant plus qu'il n'était pas autorisé à entendre les confessions, ni à participer aux processions. Toutefois, sa présence attirait toujours autant les foules.
À la mort du pape Innocent X, en 1655, les Frères mineurs capucins demandèrent au nouveau pape Alexandre VII de mettre fin à son exil et de permettre son retour d'Assise. Mais le nouveau Pape refusa encore, comme son prédécesseur, et l'envoya à Osimo où il lui fut même interdit de parler à quiconque, sauf à l'évêque, au vicaire général de l'Ordre, à ses frères moines, et éventuellement au médecin. Le Père Joseph ne s'en plaignit jamais, même quand le frère cuisinier « oubliait », sur ordre secret et afin de le tester, de lui apporter à manger dans sa cellule pendant deux jours.

### Fin de vie
Le 10 août 1663, il eut une forte fièvre, mais il conservait sa gaîté en disant qu'il allait bientôt rejoindre Dieu. Il s'éleva de nouveau au-dessus du sol une dernière fois alors qu'il célébrait la messe, le 15 août, jour de l'Assomption. Au tout début de septembre, ses frères l'entendirent murmurer : « L'âne a commencé à gravir la montagne », faisant allusion à sa mort toute proche, dont il avait la prescience, et il s'alita. On lui administra les derniers sacrements et, le 18 septembre 1663, âgé de 60 ans, il mourut paisiblement en récitant les Litanies de Sainte Vierge Marie. Son inhumation eut lieu dans la chapelle du couvent en présence d'une grande foule de fidèles.

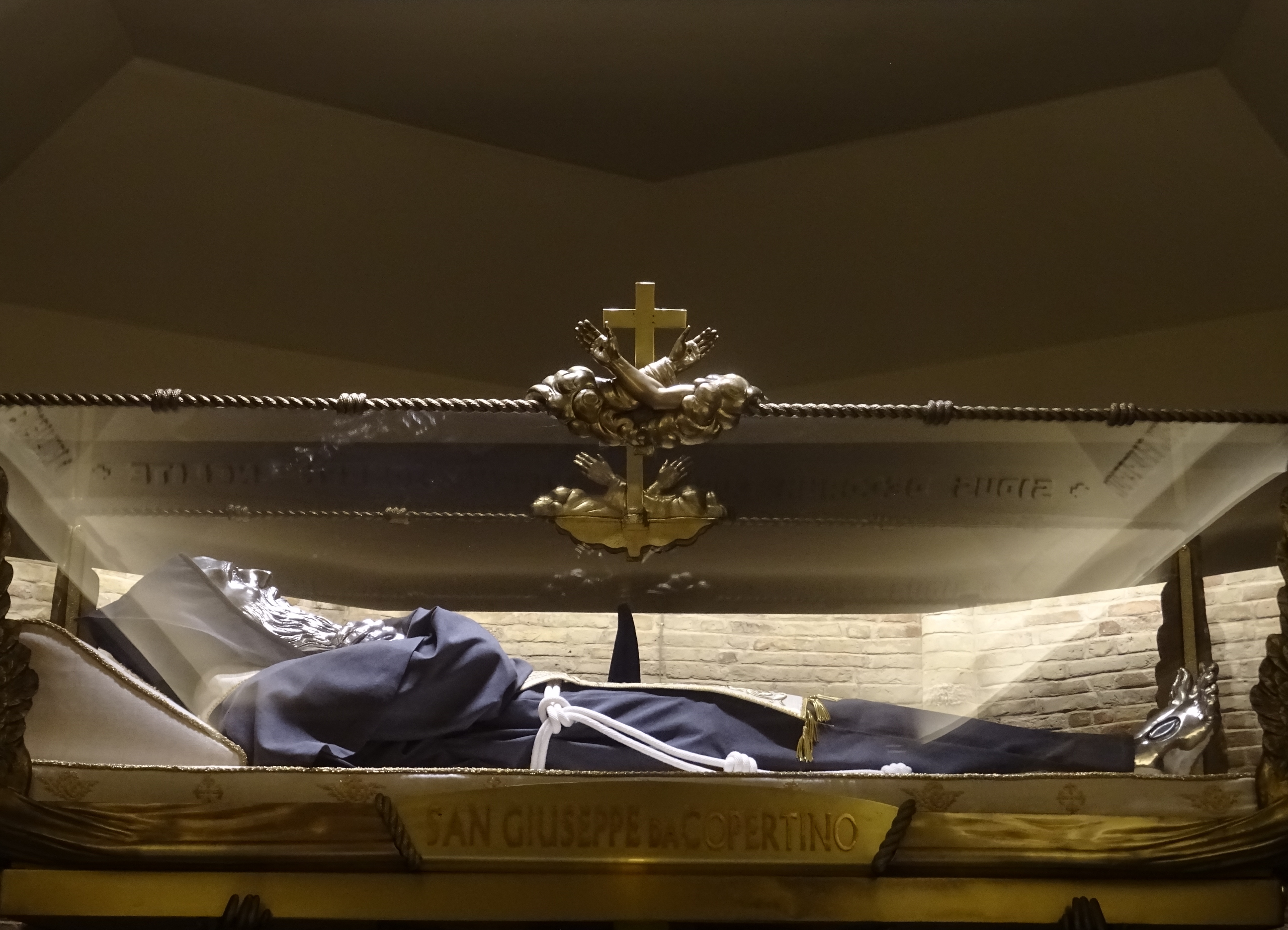
Châsse contenant le corps de Joseph de Cupertino à Osimo dans les Marches italiennes.

### Odeur de sainteté
Dans l'enquête ecclésiastique qui fut faite après sa mort, le frère Marie des Anges qui l'avait côtoyé de son vivant déclare : « Son corps et ses vêtements exhalaient une odeur que je ne puis comparer à aucune odeur artificielle ou naturelle… Partout où il passait il laissait ce même parfum et j'ai eu l'occasion de le sentir tout le temps que j'ai passé près de lui. » Ce phénomène, couramment appelé odeur de sainteté, est attesté par deux autres témoins, le père François de Levanto et Jérôme Angelucci.

### La lévitation humaine
Ces lévitations tellement spectaculaires défient les sens et dépassent les possibilités connues de la physique. Les scientifiques considèrent que les connaissances actuelles sont suffisamment avancées pour que l'on sache, avec certitude, que certains phénomènes décrits, telle la lévitation spontanée, sont strictement impossibles dans l'ordre naturel des choses et dans l'ordre d'une phénoménologie naturelle.
Il pourrait donc s'agir, selon l'expression du père Herbert Thurston, de « fragments pittoresques de la mythologie chrétienne ». Dans la première partie de son ouvrage Phénomènes physiques du mysticisme, ce dernier fait un examen critique des récits de lévitations attribuées à certains saints et constate, qu'en dernière analyse, un grand nombre de témoignages apportés sur ces phénomènes sont de seconde main et/ou, reçus des décennies après l'événement relaté ce qui rend leur authenticité et leur pertinence discutables.
Toutefois, dans le cas de Joseph de Cupertino, la situation se présente de façon différente, certaines de ses lévitations ayant été authentifiées par l'Église durant ses procès de béatification puis de canonisation, comme un phénomène d'ordre absolument surnaturel, transcendant à l'égard des lois de la nature.
Si les témoignages sur ses lévitations ayant eu lieu dans sa jeunesse, à Balsorano, recueillis une trentaine d'années après les faits, entrent en grande partie dans cette catégorie (ne serait-ce que par leur invraisemblance), les relations des élévations surnaturelles survenues durant son séjour à Assise paraissent difficilement contestables, tant par la qualité des témoins que par leur nombre, et notamment et surtout par le témoignage oculaire du pape Urbain VIII.
Avant d'accéder au pontificat sous le nom de Benoît XIV en 1740, le cardinal Prospero Lambertini avait exercé avec rigueur les fonctions d'« avocat du diable » au sein de la Congrégation des rites. À ce titre, il avait examiné minutieusement, de façon critique, les faits avancés pour la béatification du Père Joseph. Sa position est sans appel :

« Tandis que je remplissais la charge de Promoteur de la Foi, la cause du vénérable Serviteur de Dieu Joseph de Cupertino vint en discussion devant la Sacrée Congrégation des Rites ; après mon départ, une conclusion favorable fut atteinte ; dans cette cause, des témoins oculaires, d'une honnêteté indiscutable, portèrent témoignage des fameuses élévations au-dessus du sol et des vols prolongés du Serviteur de Dieu (ci-dessus nommé) alors qu'il était ravi en extase. »

## Béatification, canonisation et hommage

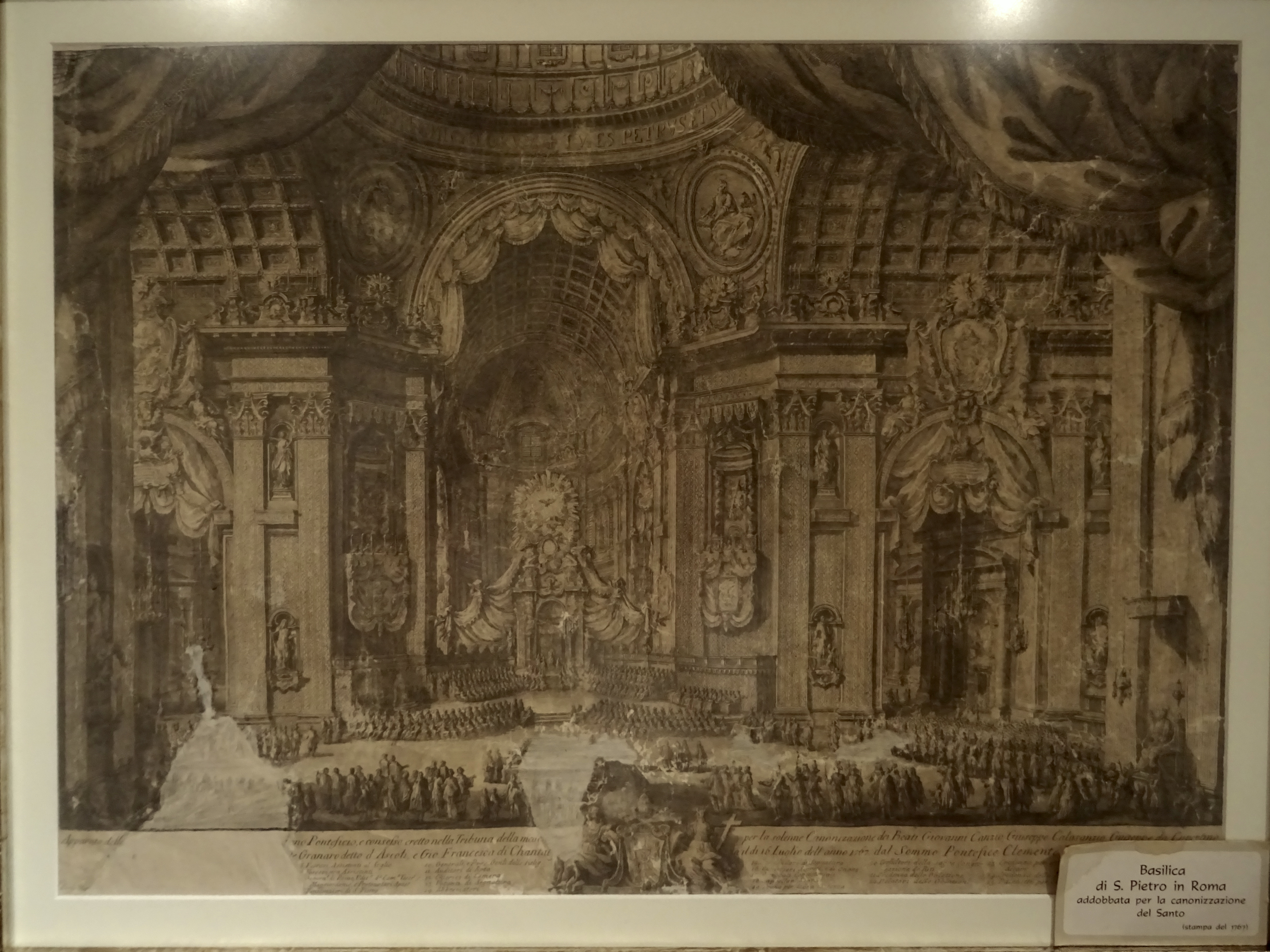
Canonisation de Cupertino à saint Pierre de Rome, estampe de 1767.

Joseph de Cupertino fut béatifié le 24 février 1753 par le pape Benoît XIV. Il fut canonisé le 16 juillet 1767 par le pape Clément XIII qui précisa, dans la bulle de canonisation, qu'en matière de lévitation, aucun autre saint ne peut lui être comparé.
En 1781, un autel érigé dans l'église Saint-François d'Osimo lui est dédié.
En 2003, à l'occasion du quatrième centenaire de sa naissance, le pape Jean-Paul II le présenta comme un modèle de sainteté, en l’appelant le « saint des lévitations », reconfirmant ainsi, à la suite des procès de béatification et de canonisation, la véracité des signes mystiques qu'il manifesta au cours de sa vie terrestre.

## Patronages
Joseph de Cupertino est le saint patron :
- des étudiants, surtout en période d'examen, du fait de sa providentielle accession au sacerdoce[21] ;
- des aviateurs et cosmonautes, et plus généralement des voyageurs aériens du fait de ses nombreuses élévations dans les airs[22], probablement popularisé par Blaise Cendrars dans Le Lotissement du ciel[11] ;
- de la ville d'Osimo en Italie ;
- de la ville de Cupertino en Californie ;
- de la communauté des franciscains de Californie depuis 1978.

## Dans les arts

### Iconographie

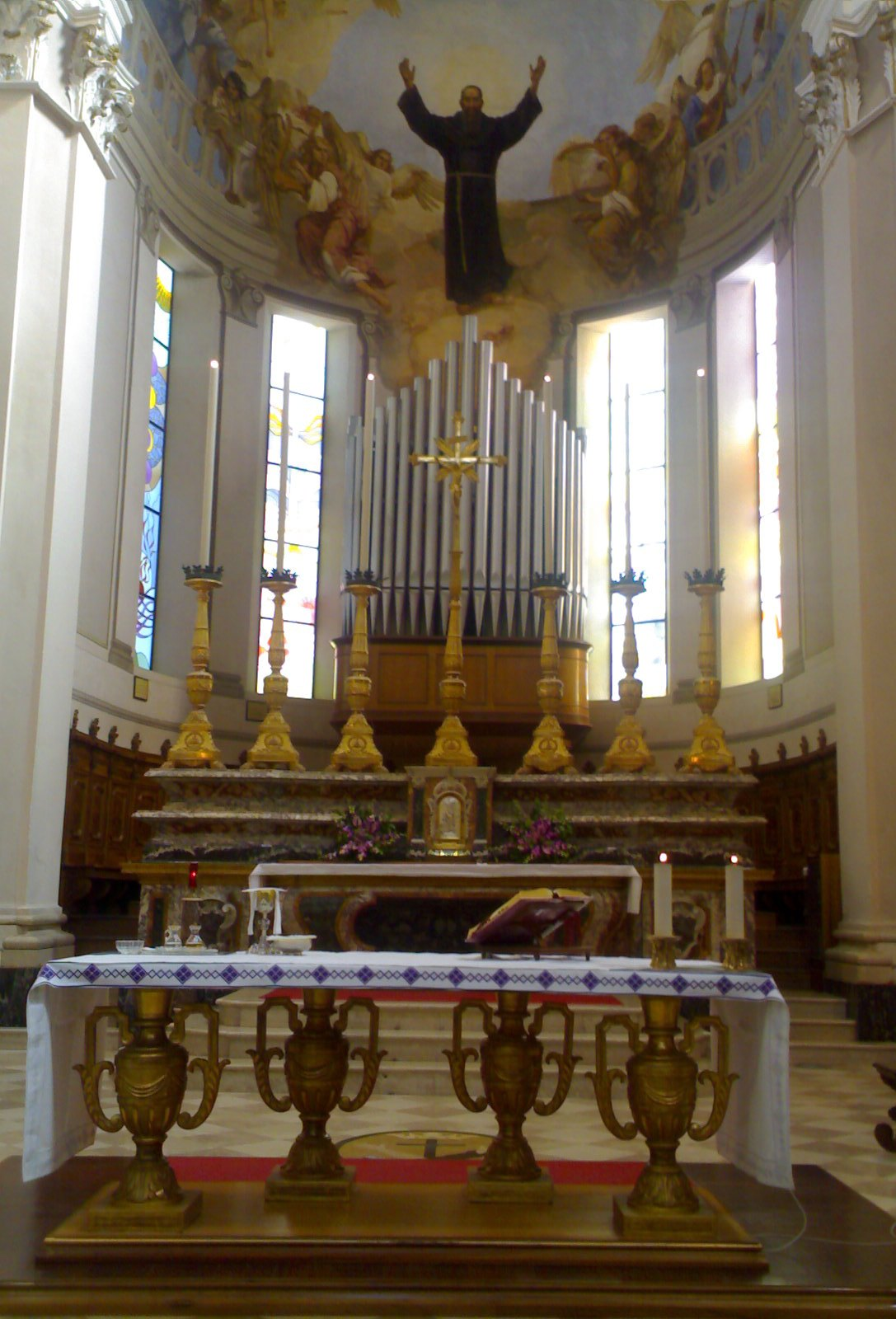
Basilique d'Osimo Ludovico Mazzanti.
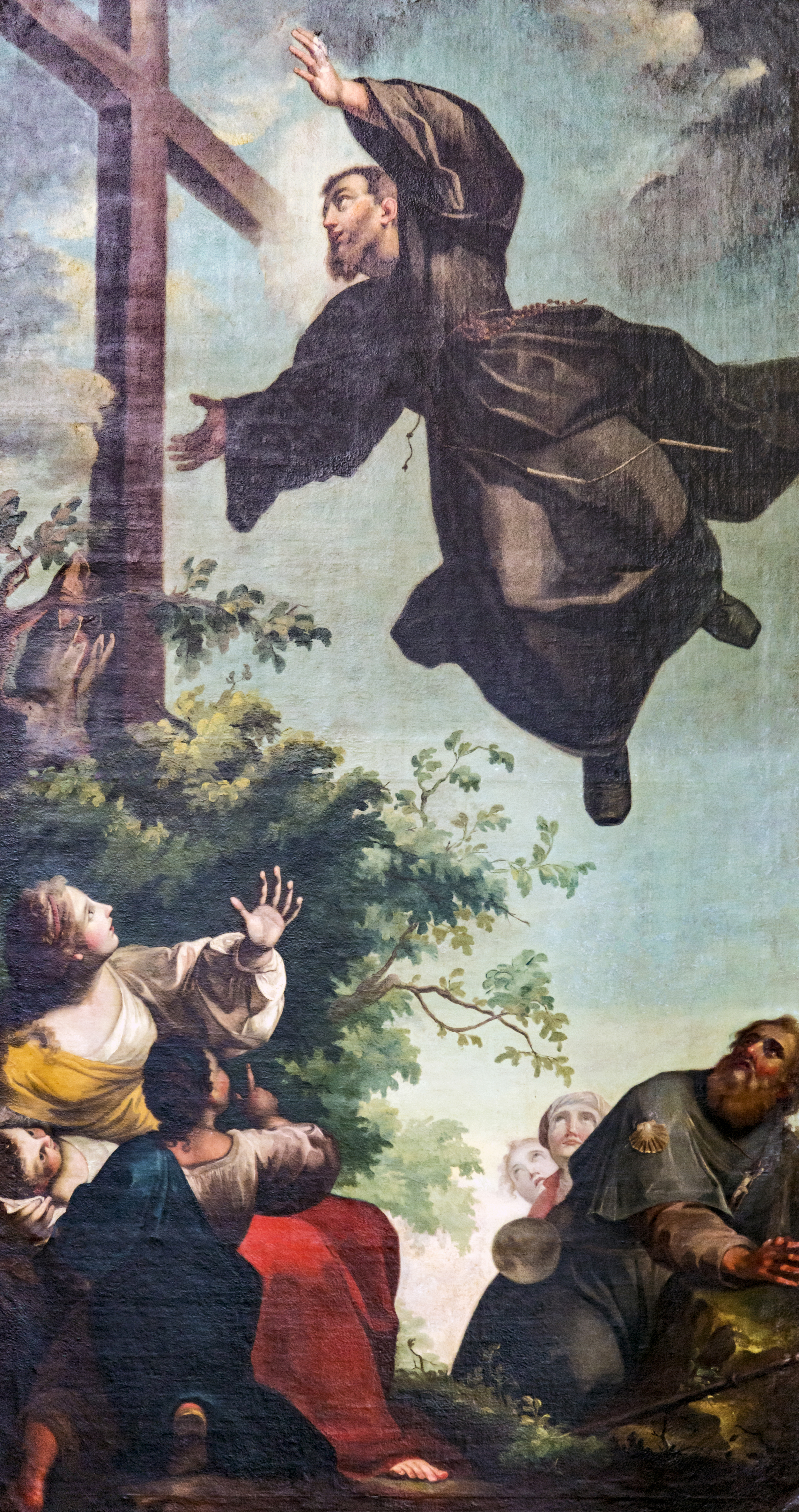
Église San Lorenzo de Vicence, Felice Boscaratti.
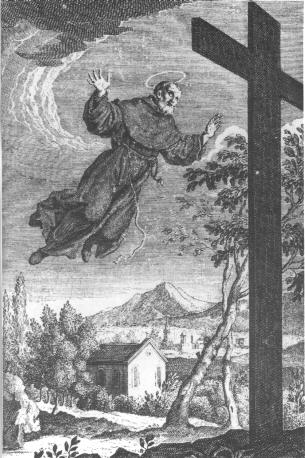
Gravure du XVIIIe siècle.
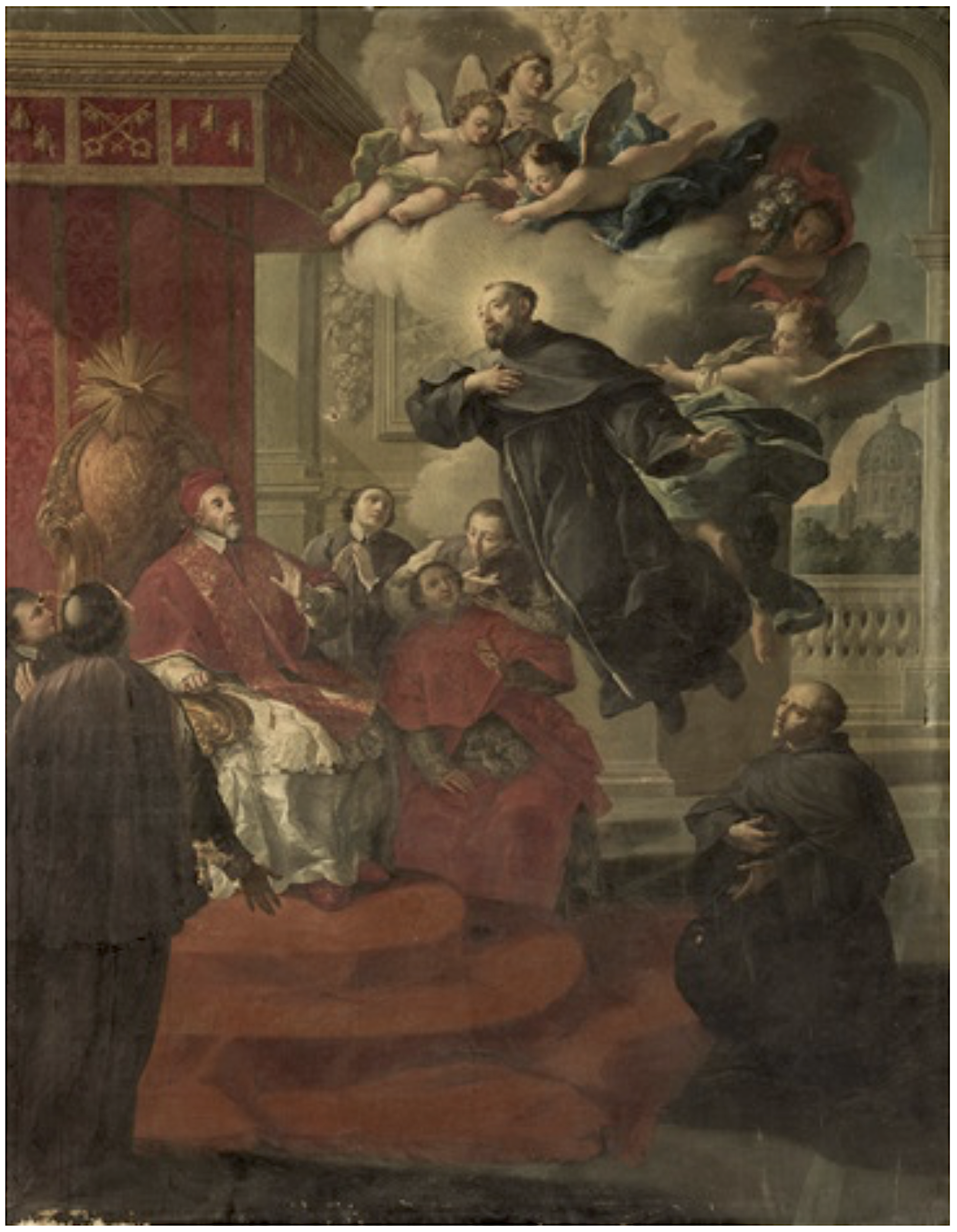
Le vol de saint Joseph de Cupertino en présence du pape Urbain VIII attribué à Ludovico Mazzanti

- La béatification du Père Joseph en 1753 a donné lieu à un portrait gravé par Felice Polanzani.
- Sur un tableau de Giuseppe Cades peint en 1777, exposé dans la chapelle du Saint-Sacrement de la basilique des Saints-Apôtres à Rome, saint Joseph est représenté élevé en lévitation alors qu'il célébrait la messe.

### Littérature
- Henri Michaux, Une voie pour l'insubordination, Montpellier, Fata Morgana, 1980, 57 p. (ISBN 978-2-85194-793-2).
- Blaise Cendrars, Le Lotissement du ciel, éd. annotée et présentée par Claude Leroy, Gallimard, coll. Folio n° 2795, 1996.

### Cinéma
- Miracle à Cupertino ((en) The Reluctant Saint), film de Edward Dmytryk (1962)[23]
- C’era una volta (it) de Francesco Rosi (1967)[24]

#### Ouvrages
- Domenico Bernino, Vie de saint Joseph de Cupertino, Rome, 1722. Réédition : Œuvre de la Première-Communion et des Orphelins-Apprentis, Paris, 1899.
- Alban Butler (trad. Abbé Bodescard), Vies des pères, des martyrs, et des autres principaux Saints, t. VIII, Paris, Barbou, 1785 (lire en ligne), p. 595-601.
- (en) Andrew Lang, Cock Lane and Common-Sense, Londres, Longmans, Green and Co, 1894, 256 p. (ISBN 1-4264-6377-4, lire en ligne).
- Angelo Pastrovicchi (trad. M. Denis et M. Viguier), Saint Joseph de Copertino thaumaturge et prophète : Abrégé de sa vie admirable, Paris, Demonville, 1820 (lire en ligne). Réédition : Saint Joseph de Copertino - Le saint qui lévitait, Le temps présent, traduction de Renaud Joseph, Paris, 2015  (ISBN 978-2351852101).
- René François Rohrbacher, Histoire universelle de l'Église catholique, t. 11, Paris, Letouzey et Ané, 1895 (lire en ligne), p. 117-118.
- Ernest Hello, Physionomies de saints, Paris, Librairie académique Perrin, 1921 (lire en ligne), p. 321-333.
- Olivier Leroy, La Lévitation : Contribution historique et critique à l'étude du merveilleux, Paris, Librairie Valois, 1928, p. 123-139.
- Blaise Cendrars, Saint Joseph de Cupertino : Le nouveau patron de l'aviation, Le Club du livre chrétien, 1960.
- Herbert Thurston, Les phénomènes physiques du mysticisme, Gallimard, coll. « Aux frontières de la science », 1961, p. 25-29.
- Henri Michaux, Une voie pour l'insubordination, Montpellier, Fata Morgana, 1980, 57 p. (ISBN 978-2-85194-793-2).
- Jean Guitton et Jean-Jacques Antier, Les pouvoirs mystérieux de la foi : Signes et merveilles, Librairie Académique Perrin, 1993, 398 p. (ISBN 978-2-262-00971-7).
- Joachim Bouflet, Encyclopédie des phénomènes extraordinaires dans la vie mystique, t. 1, Paris, Le jardin des livres, 2001, 413 p. (ISBN 2-914569-04-1), p. 24-25.
- Joachim Bouflet, La Lévitation, Paris, Le jardin des livres, 2006, 202 p. (ISBN 2-914569-27-0).

#### Articles
- Van Weddingen, « Le miracle, la critique et la religion », Revue catholique, vol. 31,‎ 1871, p. 204 (lire en ligne).
- Aimé Michel, « Le corps humain peut-il voler ? », Revue Planète, no 16,‎ mai/juin 1964, p. 39-49 (lire en ligne).